# Gruppo operativo-strategico "Dnipro"
Il Gruppo operativo-strategico "Dnipro" (in ucraino Оперативно-стратегічне угруповання військ «Дніпро»?, Operatyvno-stratehične uhrupovannja vijs'k «Dnipro», OSUV "Dnipro"), noto anche come Gruppo di forze orientale, è una formazione delle Forze terrestri ucraine, costituita durante l'invasione russa dell'Ucraina del 2022 e responsabile del settore orientale del fronte, da Avdiïvka ad Kup"jans'k.

## Storia
In seguito allo scoppio dell'invasione su vasta scala dell'Ucraina da parte della Russia l'esercito ucraino ha subito una rapida e importante espansione, senza però modificare la propria struttura di comando basata su quattro comandi regionali ("Nord", "Sud", "Est" e "Ovest"), che a dispetto della denominazione sono enti amministrativi e non operativi. Sono stati perciò costituiti 4 cosiddetti "gruppi operativi-strategici" per supervisionare le operazioni di combattimento, i quali a loro volta comprendono diversi gruppi tattici creati ad hoc per settori particolari del fronte.
Fondato inizialmente come Gruppo "Chortycja", è stato guidato dal comandante delle Forze terrestri ucraine Oleksandr Syrs'kyj fino alla sua nomina al comando delle Forze armate dell'Ucraina all'inizio del 2024 ed è responsabile dell'intero fronte orientale, che va dall'area di Avdiïvka a quella di Kup"jans'k. Syrs'kyj ha condotto le forze ucraine durante la controffensiva che nel settembre 2022 ha liberato la regione di Charkiv, e in seguito ha guidato le operazioni ucraine nella battaglia di Bachmut fino alla conquista della città da parte delle Forze armate russe e del Gruppo Wagner il 21 maggio 2023. Nell'inverno 2023-2024 ha gestito la difesa della regione fortificata di Avdiïvka, fino a quanto al termine di una lunga e sanguinosa battaglia le truppe ucraine sono state costrette alla ritirata e i russi hanno occupato la città il 17 febbraio 2024. Il 10 maggio 2024 le forze russe hanno dato il via a una nuova offensiva nella regione di Charkiv, che è stata fermata dopo pochi giorni grazie alle riserve fatte affluire in loco dal comando ucraino. Durante l'estate 2024 il Gruppo "Chortycja" ha gestito il difficile fronte di Pokrovs'k, principale direzione dello sforzo offensivo russo in seguito alla caduta di Avdiïvka.
L'8 agosto 2025 il Gruppo "Chortycja" è stato ribattezzato Gruppo "Dnipro".

## Comandanti
- Colonnello generale Oleksandr Syrs'kyj (febbraio 2022 - aprile 2024)[12]
- Tenente generale Jurij Sodol' (aprile 2024 - giugno 2024)[13]
- Brigadier generale Andrij Hnatov (giugno 2024 - gennaio 2025)[10]
- Maggior generale Mychajlo Drapatyj (gennaio 2025 - in carica)[14]